# Angelo Iachino

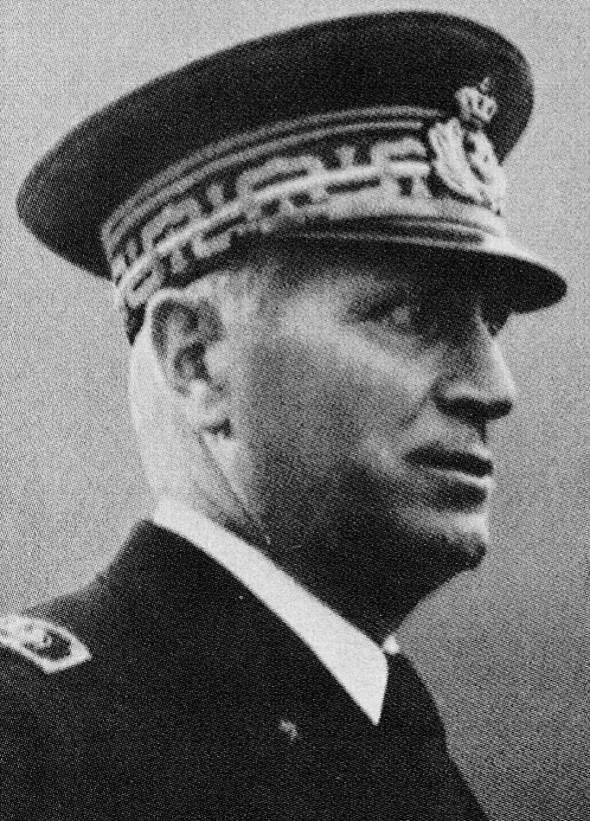
Angelo Iachino

Angelo Iachino (auch „Angelo Jachino“, * 24. April 1889 in San Remo; † 3. Dezember 1976 in Rom) war ein italienischer Admiral.

## Leben
1904 machte er seinen Abschluss an der Marineakademie und nahm in den Jahren 1911 und 1912 am Krieg gegen die Türkei teil. Von 1927 bis 1929 war er der Direktor der Stabsakademie in Livorno. Danach war er als Militärattaché bis 1934 in London tätig.
Im Zweiten Weltkrieg führte er in der Seeschlacht bei Kap Teulada ein Kreuzergeschwader, 1941/42 war er Befehlshaber der italienischen Flotte. Sein Vorgänger als Flottenchef war Admiral Inigo Campioni, sein Nachfolger Admiral Carlo Bergamini. Im April 1943 setzte er sich zur Ruhe.

## Werke
Nach dem Krieg schrieb er mehrere Bücher, u. a.:
- Gaudo e Matapan (1946)
- Le due Sirti (1953)
- Tramonto di una grande marina (1959)
- La campagna navale di Lissa 1866 (1966)
- Il punto su Matapan (1969)